# Celanova
Celanova là một đô thị trong tỉnh Ourense, thuộc vùng Galicia ở tây bắc Tây Ban Nha. Dân số 6.488 người, diện tích 64.3 km².